# 富吉検車区
座標: 北緯35度7分28.4秒 東経136度46分18.6秒 / 北緯35.124556度 東経136.771833度

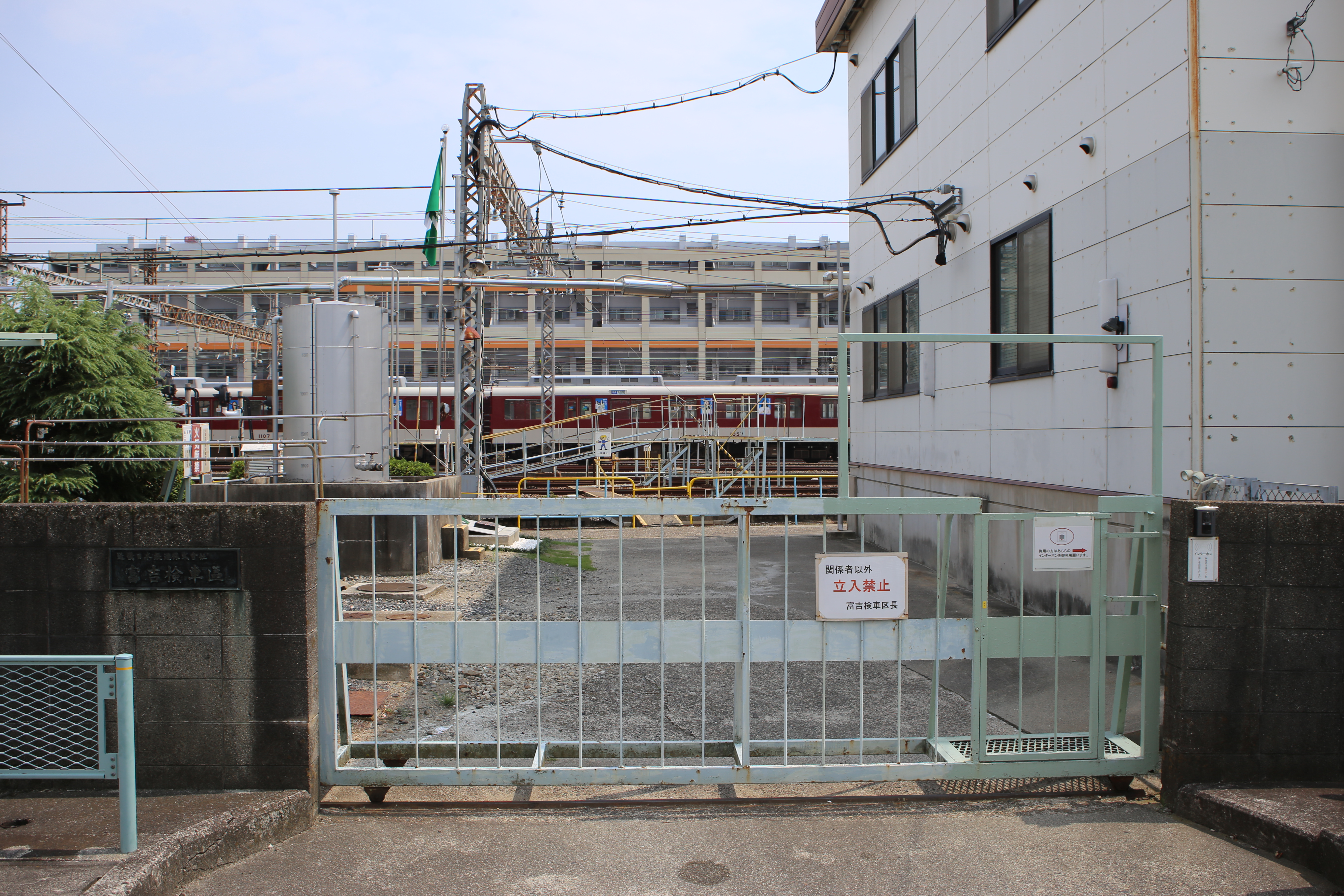
富吉検車区（2017年7月）

富吉検車区（とみよしけんしゃく） は、愛知県海部郡蟹江町にある、近畿日本鉄道の車両基地。近鉄名古屋線 富吉駅に隣接して設置されている。電略記号は「トシ」。

## 概要
1967年に開設された車両基地で、敷地面積は約4万1600平方メートル、収容車両数は133両。
配下の車両基地は富吉車庫と米野車庫（米野駅隣接、愛知県名古屋市中村区）がある。このうち、米野車庫は特急列車の名古屋口での折り返しに特化した車庫である（1967年までは一般車の配置があったが本検車区の開設によりすべて転属した）。
名古屋線系統の車庫としては、他に明星検車区明星車庫（山田線明星駅隣接、三重県多気郡明和町）があり、車両配置のない明星検車区白塚車庫（白塚駅隣接、三重県津市）も設置されている。
かつては配下に大垣車庫（養老鉄道西大垣駅隣接、岐阜県大垣市）と内部車庫（四日市あすなろう鉄道内部駅隣接、三重県四日市市）があったが、公有民営方式への移行に伴い、それぞれ施設を所有する養老線管理機構と四日市市に移管されている。
敷地内に蟹江町と愛西市の境界線があり、敷地のほとんどの部分が蟹江町に存在するが、列車区の建屋部分だけは愛西市に存在する。

## 配置系列

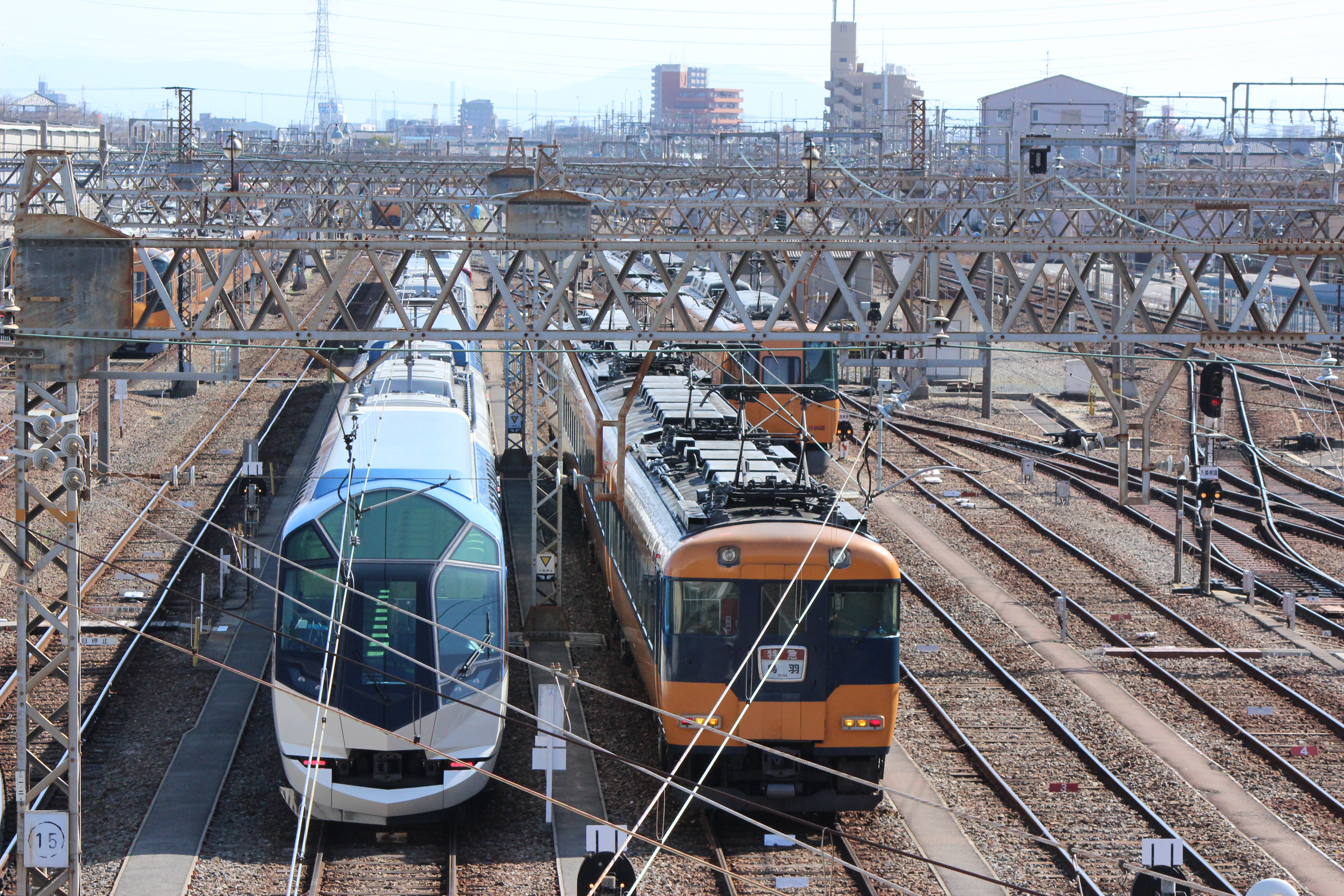
列車留置の様子（2013年3月）

当車庫では、「アーバンライナーnext／plus」全編成を含む特急用車両と、名古屋線に所属する一般車両および団体専用車両が配置される。特急車両のうち「ひのとり」「アーバンライナー」及び団体専用車両は大阪線での定期列車および貸切列車にも充当されている。
2025年2月23日現在の配置は以下の通り。
特急・団体用車両
- 21000系アーバンライナーplus
- 21020系アーバンライナーnext
- 22000系ACEの一部
- 22600系Aceの一部
- 15400系かぎろひ
- 80000系ひのとり一部（80112F - 80113F）、(80051F、80052F、80053F)

一般車両
- 1200系の一部（T-Mc編成）
- 1233系（1242F・1243F・1247F・1248F）
- 1400系のトイレ装備車（1407F）
- 1430系（1433F・1434F）
- 1810系
- 2000系（ワンマン対応編成を含む）
- 2410系の一部（1200系と組成するク2590形2両）
- 2430系の一部（1200系と組成するモ2450形2両を含む）
- 2610系のL/Cカー仕様車
- 2800系の一部（2両編成車とL/Cカー仕様の4両編成車並びにトイレ設置編成の2817F）
- 5200系の名古屋線充当車両（5207F - 5213F）
- 5800系の4両編成車（5812F）
- 9000系（ワンマン対応編成を含む）

事業用車
- モト90形の一部（モト94・96）

## 過去の配置系列
特急車両
- 10400系
- 11400系の一部
- 12000系

一般車両
- 1000系の4両編成車
- 1480系の一部
- 1600系の一部
- 2050系（2012年3月20日に明星検車区へ転出）[4]
- 2470系
- 2600系の一部
- 2680系（1編成は廃車解体、1編成は鮮魚専用車両に改造され大阪線に転出）

事業用車両
- モワ24系はかるくん（2013年9月に明星検車区へ転出）[5]

養老鉄道車両
- 600系（2014年4月1日付で養老鉄道養老線に譲渡）[6]

特殊狭軌線
- 260系（現在は四日市あすなろう鉄道に譲渡）[7]
- 270系（現在は三岐鉄道北勢線に譲渡）